# Galliocookia fagei
Galliocookia fagei är en mångfotingart som beskrevs av Ribaut 1955. Galliocookia fagei ingår i släktet Galliocookia och familjen plattdubbelfotingar. Inga underarter finns listade i Catalogue of Life.